# Fernão Rodrigues de Calheiros
Fernão Rodrigues de Calheiros foi um fidalgo e trovador português viveu em finais do século XII e princípios do séc. XIII, sendo considerado um dos mais importantes compositores do movimento do trovadorismo da altura e grande impulsionador do galaico-português.
Oriundo do Alto-Minho e pertencente à Casa de Calheiros, foi filho de Rodrigo Fernandes de Calheiros, Cavaleiro da Ordem de Calatrava, e Irmão de Paio e Pedro Rodrigues de Calheiros. Foi pai ou avô de Pedro (Pero) Fernandes de Calheiros, Cavaleiro e Comendador da Ordem de Santiago.
A poesia trovadoresca Galaico-Portuguesa tem a sua principal difusão a partir do final século XI, seguindo a tradição poética da Occitânia trazida pelos peregrinos a Santiago (na altura o grande centro urbano do norte da Península Ibérica), pelas relações dinásticas e pelos cavaleiros e nobres franceses.
É considerado o primeiro movimento literário em língua portuguesa, tendo tido um papel fundamental no desenvolvimento gramatical e utilização do português e galaico-português.
No século XII a poesia trovadoresca já fazia parte dos círculos nobiliárquicos e nas cortes da Península, onde o núcleo dos principais trovadores pertencia à nobreza. Os temas abordam os ideias cavalheirescos mas também o amor e as virtudes da dona “a beleza da dona e a sua condição social, dedicando-lhe o seu amor e serviço e solicitando o retorno do favor…. numa relação feudo-vassálica entre a senhora e o trovador, relação essa que se revela inconcretizável” dando origem aos Cantares de Amor e aos Cantares de Amigo.
É neste contexto que vive Fernão Rodrigues de Calheiros, cuja obra atravessa as Cantigas de Amor, Cantigas de Amigo e Cantigas de Escárnio e Maldizer, tendo sobrevivido até aos nossos dias mais de 30 poesias.

## Cantiga de Amor Agora oí d'ũa dona falar
Rúbrica: Outrossi fez outra cantiga a outra dona a que davam preço com um peom que havia nome Vela, e diz assi:
Agora oí d'ũa dona falar,
que quero bem, pero a nunca vi,
por tam muito que fez por se guardar:
poi[s] molher que nunca fora guardada,
por se guardar de maa nomeada,
filhou-s'e pôso Vela sobre si.
Ainda d'al o fez[o] mui melhor
que lhi devemos mais agradecer:
que nunca end'houve seu padre sabor
nem lho mandou nunca, pois que foi nado;
e, a pesar dele, sen'o seu grado,
nom quer Vela de sobre si tolher.

## Obra Poética de Fernão Rodrigues de Calheiros
Sobreviveram até aos nossos dias e referidos nomeadamente mencionadas no Cancioneiro da Ajuda e no Cancioneiro da Vaticana, mais de 30 obras poéticas de Fernão Rodrigues de Calheiros:

Cantigas de Escárnio e maldizer
- Agora oí d'ũa dona falar
- D'ũa donzela ensanhada
- Vistes o cavaleiro que dizia
- Cantiga de Amigo
- Agora vem o meu amigo
- Assanhei-m'eu muit'a meu amigo
- Direi-vos agor', amigo, camanho temp'há passado
- Disse-mi a mi meu amigo, quando s'ora foi sa via
- Estava meu amig'atenden[d]'e chegou
- Perdud'hei, madre, cuid'eu, meu amigo

Cantigas de Amor
- Assaz entendedes vós, mia senhor
- Dê'lo dia em que eu amei
- Des quando me mandastes, mia senhor
- Já m'eu quisera leixar de trobar
- Madre, passou per aqui um cavaleiro
- Mim fez meter meu coraçom
- Muito per há já gram sazom
- Nom vos façam creer, senhor
- O gram cuidad'e o afã sobejo
- O grand'amor que eu cuidei prender
- Ora faz a mim mia senhor
- Ora tenh'eu que hei razom
- Par Deus, senhor, mui mal me per matou
- Par Deus, senhor, ora tenh'eu guisado
- Pero que mia senhor nom quer
- Quando m'agora mandou mia senhor
- Que cousiment'ora fez mia senhor
- Que farei agor', amigo
- Que mal matei os meus olhos e mim
- Quero-vos eu dizer, senhor
- Senhor Deus, que coita que hei
- Vedes, fremosa mia senhor

Género incerto
- Nom há home que m'entenda